# Josep Font i Marimont
Josep Font i Marimont (Girona, 1840 - Sevilla, 1898) fou un músic i compositor català instal·lat a Sevilla. Notable compositor i executant de Giuseppe Verdi el 1876 marxà a Andalusia on començà la nissaga musical Font, de la qual el tronc principal en fou el seu fill Manuel Font i Fernández de la Herrán, al que li seguiren els seus nets, José Font de Anta i Manuel Font de Anta. En el seu viatge per Espanya, portà per la seva estrena Un ballo in maschera com a solista de trompeta. Feu oposicions a músic major, guanyant-les, i ocupà la plaça del regiment de Sòria, núm. 9. Com a compositor va escriure moltes composicions de diferents gèneres i estils, que li valgueren gran popularitat.